# Kojima Productions
Kojima Productions (小島プロダクション Kojima Purodakushon?) es un estudio desarrollador de videojuegos japonés bajo la dirección del diseñador Hideo Kojima. El estudio en su primera etapa era una filial de Konami, y su sede se ubicaba en Roppongi Hills, Roppongi, Tokio. El estudio tenía poco menos de 100 empleados en 2005, pero llegó a crecer a más de 200 personas para el desarrollo de Metal Gear Solid 4: Guns of the Patriots hasta su cierre en 2015, actualmente es independiente y a la vez Second-party de Sony. 
Durante el desarrollo y lanzamiento de Metal Gear Solid V el estudio y Konami sufrieron de graves e irreparables problemas a lo que llegó a la renuncia de Hideo Kojima y posteriormente al cierre del estudio.
El 16 de diciembre de 2015 en un anuncio conjunto con Sony Computer Entertainment, Kojima anuncia la reapertura de Kojima Productions como un nuevo estudio independiente, así mismo anticiparon la creación de una nueva saga para Playstation, el cual hasta 2016 se revelaría que sería Death Stranding.

## Fundación y primera etapa
El estudio desarrollador se formó el 1 de abril de 2005, luego que Konami fusionara varias de sus filiales, incluyendo al equipo de Hideo Kojima, en Konami Computer Entertainment Japan.
La compañía tenía la intención de aliviar la gestión empresarial de Kojima y las responsabilidades administrativas que tenía anteriormente como vicepresidente de Konami Computer Entertainment Japan. Como jefe de Kojima Productions, Kojima fue capaz de centrarse exclusivamente en la creación de videojuegos.
Tras revelar el desarrollo de Metal Gear Solid V, Kojima Productions abrió su primer estudio internacional en Los Ángeles. Su primer proyecto será la tercera entrega de la serie Zone of the Enders, mientras que otros serán más enfocados en la experiencia multijugador.

## Cierre, reapertura y actualidad
Cierre
En 2015, debido a divergencias entre el propio Kojima y Konami se desarrollan una serie de acontecimientos que llevan al desmantelamiento de la propia Kojima Productions. Estos acontecimientos, que engloban la cancelación de P.T (También conocido como Silent Hills) así como la retirada del logo de Kojima Productions de la carátula de Metal Gear Solid V: The Phantom Pain, y como de todo el merchandasing propio de la franquicia, provocando cierta tensión entre empresa y estudio, cosa que provocará, después del lanzamiento de TPP, la marcha de Hideo Kojima de Konami junto a al cierre del estudio.
Reapertura
El 16 de diciembre de 2016 Sony y Kojima anuncian la reapertura del estudio como un estudio completamente nuevo e independiente el cual comenzaría de inmediato la creación de nuevas sagas para Playstation. Por cuestiones de derechos de autor el estudio abandonó su emblema el cual era la insignia de la «Unidad FOX» de Metal Gear Solid 3: Snake Eater y adopta su nuevo logo y mascota llamada Ludens. 
Ludens
Ludens es la mascota y logo oficial de Kojima Productions. Es un humanoide en un traje espacial. El concepto y creación se basa en el trabajo de Johan Huizinga y su libro Homo Ludens

## Juegos
Aunque Hideo Kojima ha producido juegos con Konami desde 1987, el estudio Kojima Productions no se formó sino hasta 2005. Sin embargo, Konami se refiere retroactivamente a las producciones anteriores de Kojima como pertenecientes al estudio. Todos los juegos de Kojima Productions fueron publicados por Konami. Los juegos publicados con el estudio Kojima Productions están en negrita.

### Metal Gear
- Metal Gear Solid V: The Phantom Pain (PS3, PS4, X360, XONE, PC, 2015)
- Metal Gear Solid V: Ground Zeroes (PS3, PS4, X360, XONE, PC, 2014)
- Metal Gear Rising: Revengeance (PC, PS3, X360, 2013)
- Metal Gear Solid: Social Ops (Móvil, 2012)
- Metal Gear Solid: Snake Eater 3D (3DS, 2012)[6]
- Metal Gear Solid HD Collection (PS3, X360, PSVita, 2011/2012)
- Metal Gear Solid: Peace Walker (PSP, PS3, X360, 2010/2011)
- Metal Gear Solid Touch (iPod Touch, iPhone, iPad, 2009)
- Metal Gear Online (PS3, 2008)
- Metal Gear Solid 4: Guns of the Patriots (PS3, 2008)
- Metal Gear Solid: Portable Ops Plus (PSP, 2007)
- Metal Gear Solid: Portable Ops (PSP, 2006)
- Metal Gear Solid: Digital Graphic Novel (PSP, 2006)
- Metal Gear Solid 3: Subsistence (PS2, 2005)
- Metal Gear Acid 2 (PSP, 2005)
- Metal Gear Solid 3: Snake Eater (PS2, 2004)
- Metal Gear Acid (PSP, 2004)
- Metal Gear Solid: The Twin Snakes (GCN, 2004)
- Metal Gear Solid 2: Substance (XB, PS2, PC, 2002)
- The Document of Metal Gear Solid 2 (PS2, 2002)
- Metal Gear Solid 2: Sons of Liberty (PS2, 2001)
- Metal Gear: Ghost Babel (GBC, 2000)
- Metal Gear Solid: Integral (PS, 1999)
- Metal Gear Solid (PS, PC, 1998)
- Metal Gear 2: Solid Snake (MSX2, 1990)
- Metal Gear (MSX2, 1987)

### Otros
- OD (TBA)
- Death Stranding (PS4, 11-8-2019 y PC, 2020)
- P.T. (PS4) (Cancelado)
- Zone of the Enders HD Collection (PS3, X360, PSVita, 2012)
- Castlevania: Lords of Shadow (X360, PS3, 2010)
- Gaitame Baibai Trainer: Kabutore FX (DS, 2009)
- Lunar Knights: Vampire Hunters (DS, 2007)
- Kabushiki Baibai Trainer Kabutore (DS, 2007)
- Boktai 3: Sabata's Counterattack (GBA, 2005)
- Boktai 2: Solar Boy Django (GBA, 2004)
- Boktai: The Sun is in Your Hand (GBA, 2003)
- Zone of the Enders: The 2nd Runner (PS2, 2003)
- Zone of the Enders (PS2, 2001)
- Policenauts (PC-98, 3DO, PS, SAT 1994-1996)
- Snatcher (PC-88, MSX2, PCE, 1988–1992)